# Celliniho slánka
Celliniho slánka (ve Vídni zvaná Saliera, tj. italsky slánka) je nejznámější dílo italského zlatníka, sochaře a spisovatele Benvenuta Celliniho (3. listopadu 1500 Florencie – 13. února 1571 Florencie), kterou vytvořil v roce 1543 pro francouzského krále Františka I. z modelů připravených o mnoho let dříve pro kardinála Hipolyta Estenského.
Celliniho slánka je figurálním zlatnickým dílem s řeckými mytologickými postavami. Slánka, někdy také zvaná Zlatá slánka, představuje mužskou postavu Poseidóna (boha moře) a ženskou postavu Démétér (bohyně země).
Malé plavidlo slouží jako nádobka na sůl a je umístěno vedle mužské postavy. Nádobka ve tvaru chrámu je pepřenka, a je umístěna v těsné blízkosti ženské postavy. Slánka je vyrobena ze slonoviny, válcovaného zlata a smaltu. Zlaté prvky slánky nejsou vyrobeny odléváním do formy, jsou velmi jemně ručně tepané ze zlata na voskovém a olověném jádře v manýristickém stylu pozdní renesance. Její součástí je zlatá, smaltem zdobená tabulka se jménem autora. Cellini byl velmi impulzivní a navíc byl podezřelý z homosexuality, což byl v jeho době těžký zločin. Dva roky po zhotovení plastiky se proto Cellini z Paříže, kde mu nastaly problémy, vrátil do Florencie zpět pod ochranu Cosima I. Medicejského.
Slánka je vystavena v Uměleckohistorickém muzeu ve Vídni. Dne 11. května 2003 byla plastika z muzea ukradena. Budova Uměleckoprůmyslového muzea byla rekonstruována a bylo zde postaveno lešení. Zloděj, kterým byl sběratel umění, toho využil a slánku odcizil. Muzeum nabídlo odměnu ve výši 1 000 000 euro za její navrácení. Po dopadení pachatele byla plastika nalezena dne 21. ledna 2006 na místě, které zloděj označil. Byla ukrytá v olověné schránce, v lese nedaleko města Zwettl v Rakousku, přesněji u obce Waldhausen, asi 90 km severozápadně od Vídně. Plastika je pojištěna na odhadovaných 60 milionů dolarů.

## Galerie

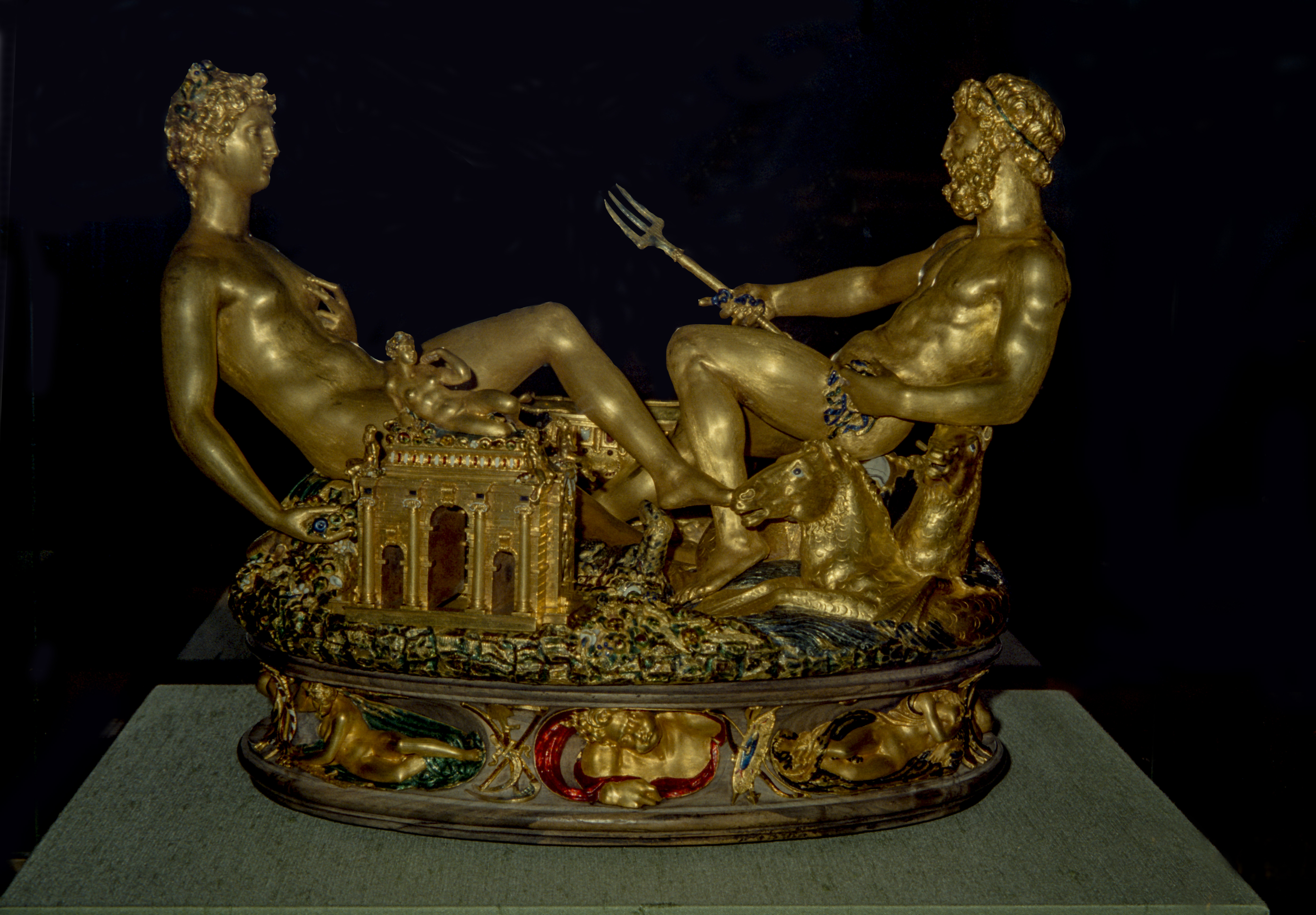
přední pohled
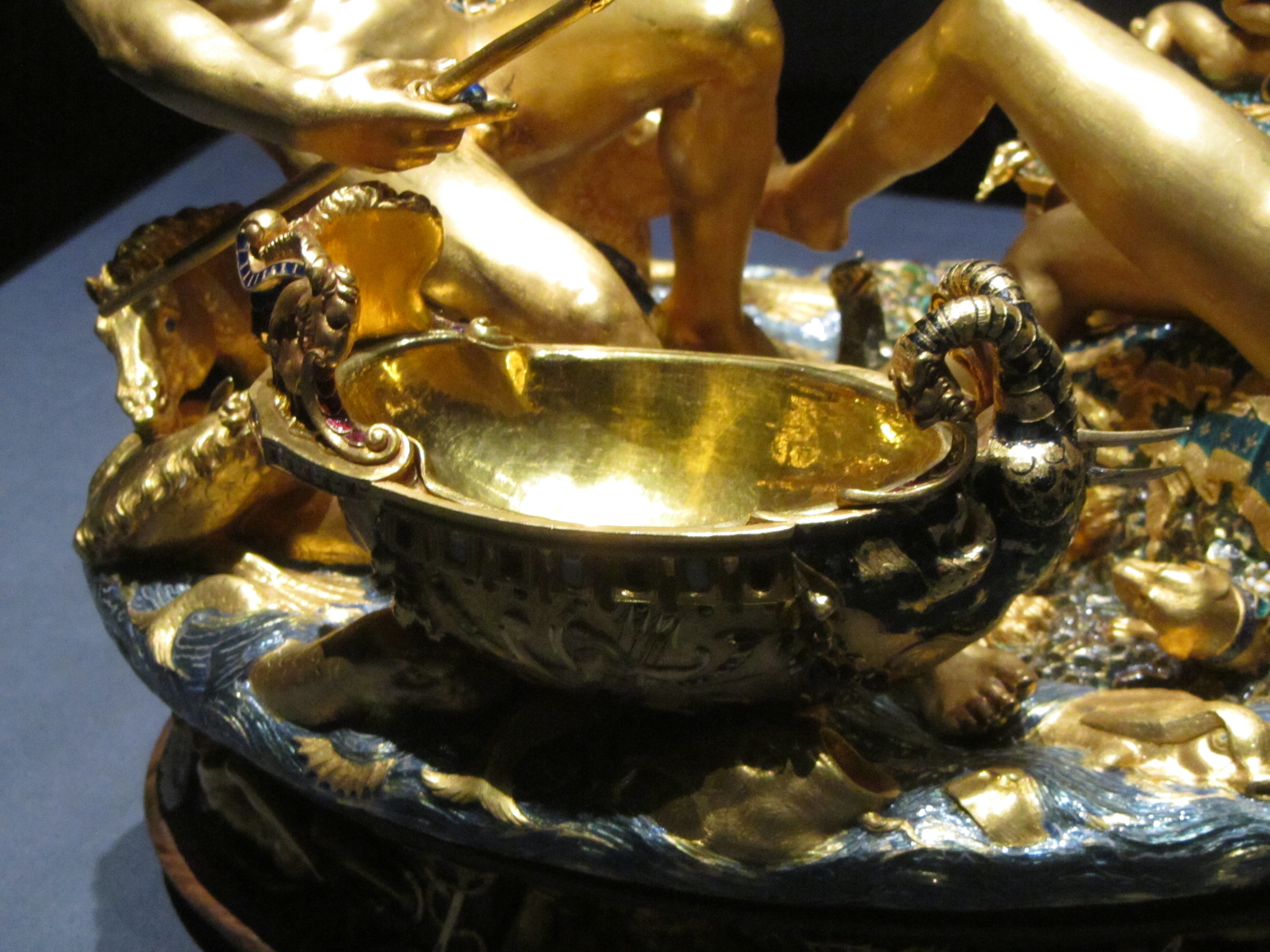
loďka je nádobou pro sůl
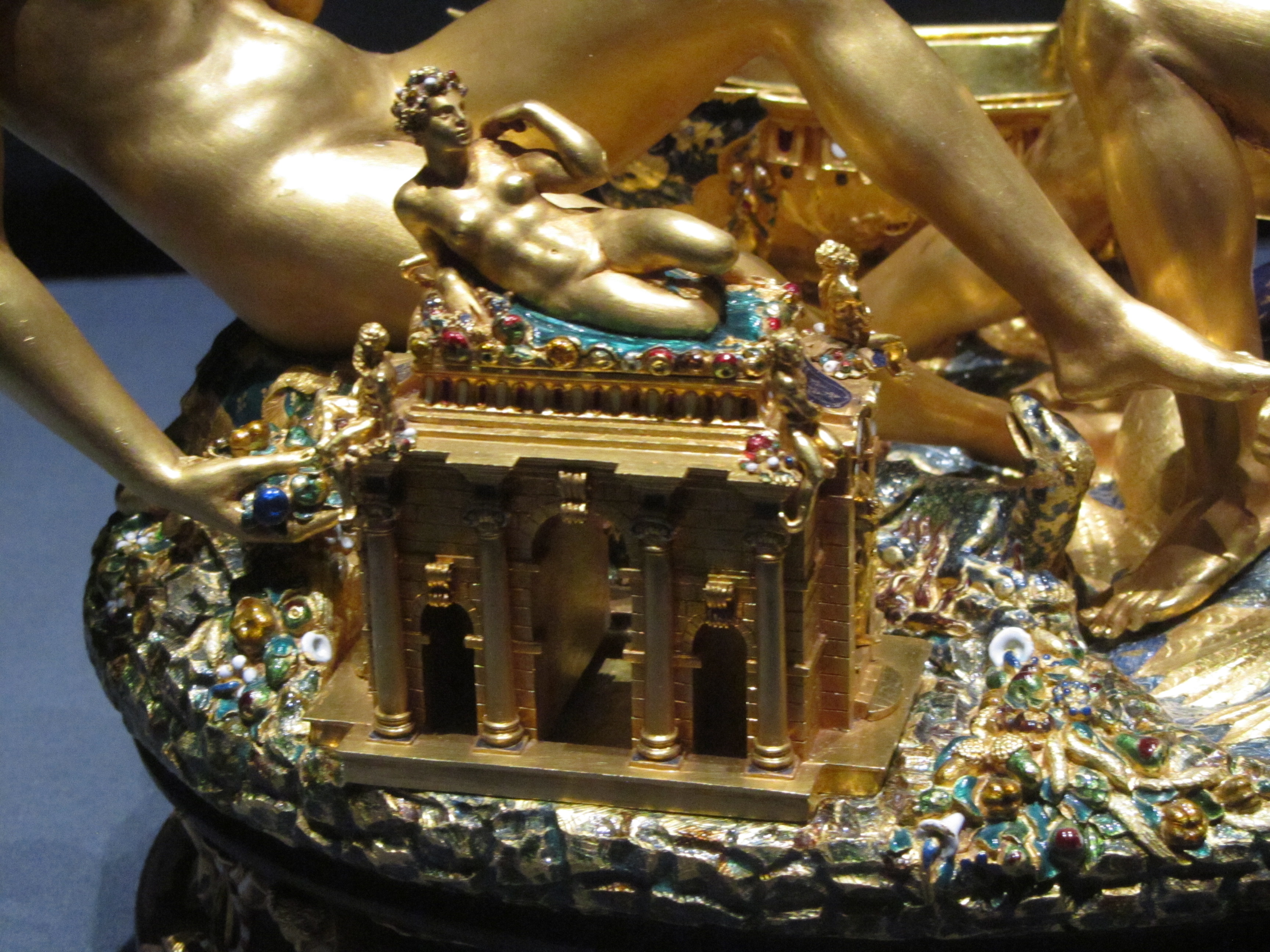
budova je nádobou pro pepř
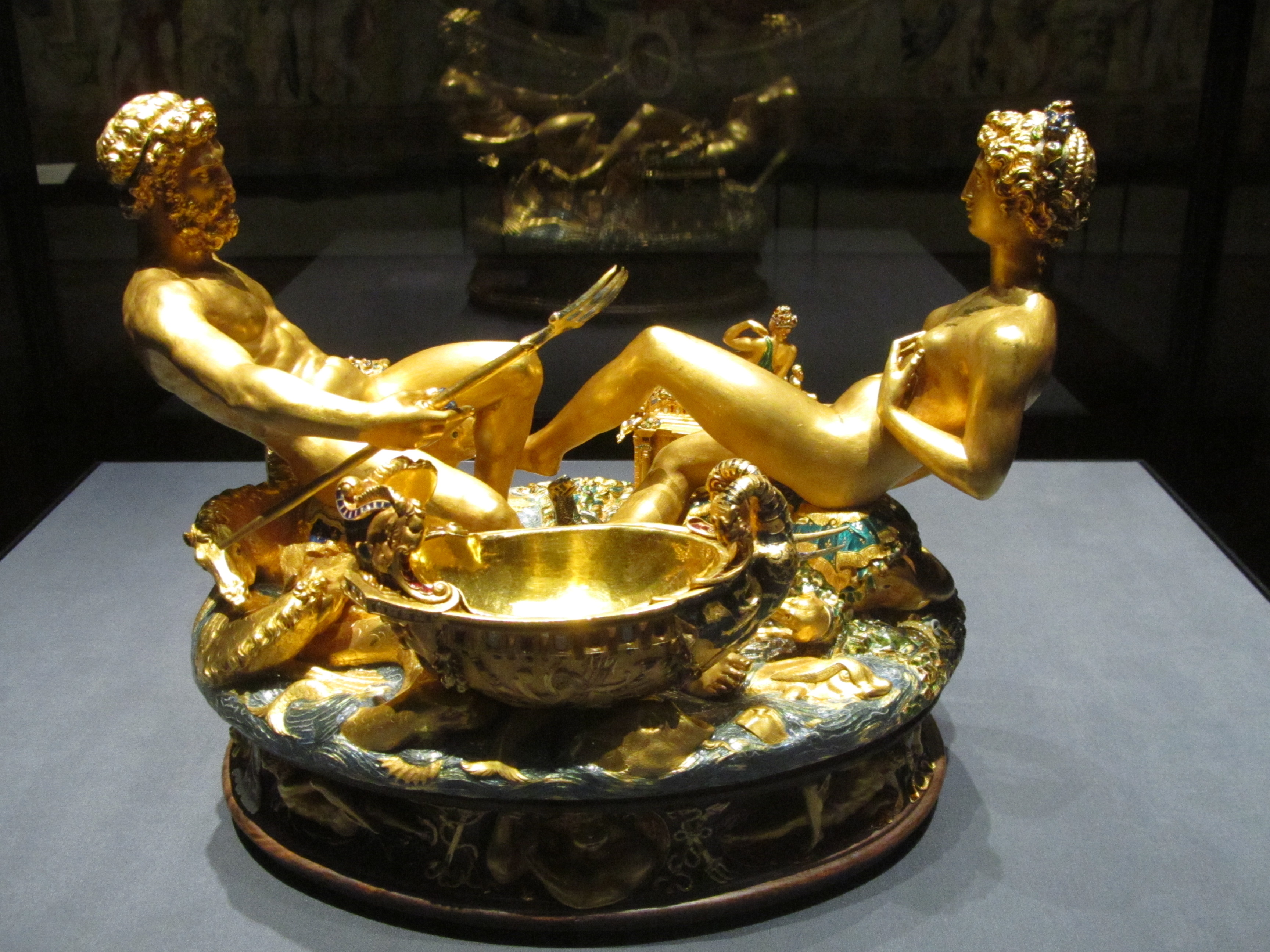
zadní pohled